# Mistrzostwa Rumunii w rugby union (1952)
Mistrzostwa Rumunii w rugby union 1952 – trzydzieste siódme mistrzostwa Rumunii w rugby union
Ponownie spośród szesnastu rywalizujących drużyn najlepszy okazał się zespół CS Dinamo Bukareszt, który w finale pokonał Locomotiva CFR w trzech meczach (3:6, 3:0 i 10:3), tym samym broniąc tytułu zdobytego przed rokiem.